# Nippon Soda
Nippon Soda (日本曹達株式会社, Nihonsōda Kabushiki-kaisha) est une entreprise japonaise crée en 1920 et active dans le domaine de la chimie.